# Quintanapalla
Quintanapalla es una localidad y un municipio situado en la provincia de Burgos, Castilla y León (España), comarca de Alfoz de Burgos, partido judicial de Burgos, cabecera del ayuntamiento de su nombre.
Está situada en un islote respetado por la autopista del Norte y la carretera N-1. Con suavidad, el terreno asciende hasta el Alto de la Brújula, terreno por el que discurre el río Vena.

## Geografía
Tiene un área de 15,87 km² con una población de 129 habitantes (INE 2007) y una densidad de 8,13 hab/km².
Está integrado en la comarca de Alfoz de Burgos, situándose a 16 kilómetros del centro de la capital burgalesa. Su término municipal está atravesado por al autopista A-1 y la antigua carretera N-1 entre los pK 253 y 258. 
El pueblo se alza a 933 metros sobre el nivel del mar, junto a un páramo que se levanta al norte del territorio que alcanza alturas superiores a los 950 metros. Por el sur existe alguna otra elevación paramera aislada de más de 970 metros, pero la altura media, influida por los arroyos que por allí discurren, está alrededor de los 950 metros. 
| Noroeste: Hurones   | Norte: Valle de las Navas | Noreste: Monasterio de Rodilla |
| Oeste: Rubena       |                           | Este: Fresno de Rodilla        |
| Suroeste: Atapuerca | Sur: Atapuerca            | Sureste: Atapuerca             |

## Demografía
Quintanapalla cuenta con una población de 123 habitantes (INE 2024).
| Gráfica de evolución demográfica de Quintanapalla entre 1842 y 2021                                                   |
| |
| Población de derecho según los censos de población del INE. Población de hecho según los censos de población del INE. |

| 1991 |  | 1996 |  | 2001 |  | 2004 |
| ---- |  | ---- |  | ---- |  | ---- |
| 135  |  | 126  |  | 115  |  | 116  |

## Cultura
En esta localidad y tras la boda por poderes, se vieron por primera vez Carlos II y María Luisa de Orleans el 19 de noviembre de 1679.